# Oktett (zene)
Az oktett (olaszul: ottetto, angolul: octet, franciául: octette, octour, németül: Oktett) nyolc, szolisztikusan koncertáló hangszerre írt zenemű. Esetenként nyolc énekhangra is születtek oktettek.
A hangszeres oktettekben a hangszerek szabadon kombinálhatók, vagyis nincs standard összeállítás, bár a 19. századot megelőzően gyakran születtek kizárólag fúvós hangszerekre írott oktettek.

## Jelentősebb oktettek
| szerző                      | opusszám vagy elnevezés | hangszerösszeállítás                                             |
| --------------------------- | ----------------------- | ---------------------------------------------------------------- |
| Franz Schubert              | Op. 166                 | 2 hegedű, brácsa, cselló, nagybőgő, klarinét, kürt, fagott       |
| Felix Mendelssohn Bartholdy | Op. 120                 | 4 hegedű, 2 brácsa, 2 cselló                                     |
| Igor Stravinsky             | Octet                   | fuvola, klarinét, 2 fagott, 2 trombita, 2 harsona                |
| Dmitrij Sosztakovics        | Op. 11                  | 4 hegedű, 2 brácsa, 2 cselló                                     |
| George Enescu               | Op. 7                   | 4 hegedű, 2 brácsa, 2 cselló                                     |
| Paul Hindemith              | Oktett                  | klarinét, fagott, kürt, hegedű, 2 brácsa, cselló, nagybőgő       |
| Edgar Varèse                | Octandre                | fuvola, klarinét, oboa, fagott, kürt trombita, harsona, nagybőgő |
| John Cage                   | Eight                   | fuvola, klarinét, oboa, fagott, kürt trombita, harsona, tuba     |